# Ulugh Muztagh
O Ulugh Muztagh, ou Ulugh Muztag, é uma montanha extremamente remota no norte do planalto Tibetano. Faz parte da cordilheira Kunlun na Ásia Central.
Tomou-se erradamente e durante muito tempo a sua altitude como sendo 7723 metros, mas foi medida pela expedição de 1985, que estabeleceu a altitude com mais precisão em 6973 m, o que foi confirmado por dados da missão SRTM e pela moderna cartografia topográfica chinesa. Ainda hoje é frequente encontrar em listagens o valor errado.
Outras montanhas remotas do Tibete cujas altitudes foram estimadas pela missão SRTM e cartografia chinesa moderna são:
- Nganglong (Aling) Kangri, 32° 48' 30" N 81° 0' 03" E, 6.720 m, mas ainda tida erradamente por 7.315 m
- Amne Machin (Maqen Gangri), 34° 47' 54" N 99° 27' 45" E, 6.282 m, mas ainda tida erradamente por 7.160 m
- Buka Daban Feng, 36° 01' 27" N 90° 51' 57" E, 6.860 m, mas ainda tida erradamente por mais alta
- Zangser Kangri, 34° 23' 39" N 85° 51' E, 6.540 m, mas ainda referida como tendo 6.940 m.